# Thomas Baumann (Politiker)
Thomas Baumann (* 1960) ist ein Schweizer Politiker (Grüne).

## Leben
Thomas Baumann studierte Agronomie an der ETH Zürich. Er bewirtschaftet den Biohof Galegge in der Gemeinde Suhr und ist als Projektleiter Naturförderung am Naturama in Aarau tätig. Baumann ist Vater von zwei Kindern und lebt in Suhr.

## Politik
Thomas Baumann ist seit 2014 für das Bündnis Zukunft Suhr Mitglied des Gemeinderates (Exekutive) von Suhr. 2021 wurde er in stiller Wahl zum Vizepräsidenten des Gemeinderates gewählt. Er leitet das Ressort Bau, Verkehr und Umwelt und ist Präsident der Baukommission sowie Mitglied der Landwirtschaftskommission.
Thomas Baumann wurde bei den Wahlen 2020 in den Grossen Rat des Kantons Aargau gewählt und 2024 wieder gewählt. Er ist seit 2021 Mitglied der Kommission Umwelt, Bau, Verkehr, Energie und Raumordnung.